# Bogdan Raniecki
Bogdan Raniecki (ur. 1938, zm. 23 sierpnia 2014) – polski inżynier, profesor nauk technicznych.

## Życiorys
W 1961 r. ukończył studia na Politechnice Warszawskiej, w 1987 r. uzyskał tytuł profesora nauk technicznych. Został zatrudniony w Instytucie Podstawowych Problemów Techniki PAN. Był członkiem Komitetu Mechaniki PAN.

## Odznaczenia
- Krzyż Kawalerski Orderu Odrodzenia Polski (2002)[4]